# Císařovna Čang (Ťia-ťing)
Císařovna Čang (čínsky v českém přepisu Čang chuang-chou, pchin-jinem Zhāng huánghòu, znaky zjednodušené 张皇后, tradiční 張皇后; † 1537), příjmením Čang (čínsky pchin-jinem Zhāng, znaky zjednodušené 张, tradiční 張), byla v letech 1528–1534 mingská císařovna, manželka Ťia-ťinga, císaře čínské říše Ming.

## Život
Ťia-ťing, císař čínské říše Ming vládnoucí v letech 1521–1567, měl postupně tři manželky s hodností císařovny. První, císařovna Čchen, zemřela roku 1528. Za její nástupkyni si panovník vybral dceru důstojníka císařské gardy příjmením Čang, která přišla do paláce nedlouho předtím, roku 1526. Oficiálně nastoupila 8. ledna 1529.
Roku 1534 byla sesazena bez zřejmého důvodu; podle některých zdrojů ji císař Ťia-ťing zbavil postavení, protože se přimlouvala za jeho tetu, excísařovnu Čang (vdovu po císaři Chung-č’ovi). Po jejím sesazení se novou císařovnou stala jiná z panovníkových konkubín, paní Fang. Bývalá císařovna Čang zemřela začátkem roku 1537.